# شابانک
شابانَک (نام علمی: Eruca sativa) (همچنین: شابانک سالاد، روکولا، مَنداب، جرجیر، کَحکیز) یک گیاه خوراکی یک‌ساله است که بومی مناطق مدیترانه، از مراکش و پرتغال تا لبنان و ترکیه و ایران است. سَرده (جنس) شابانک در ایران یک گونه گیاه علفی یک‌ساله دارد که معمولاً به صورت هرز در کشتزارها می‌روید. این گیاه سرمادوست و بلند روز است که همانند گندم دارای انواع پاییزه و بهاره است. برگ‌های شابانک دارای پهنکی بخش‌شده به چند بریدگی عمیق و نامنظم است و گل‌های درشت به رنگ سفید مایل به زرد یا مایل به صورتی با شبکه‌ای از خط‌های ریز به رنگ بنفش دارد.
از شابانک در تهیهٔ سالاد بهره می‌گیرند. گل و دانه‌ها و برگ‌های شابانک همگی قابل استفاده هستند. مزهٔ خاص و تند برگ‌های آن برای سالاد و سایر غذاهای سرد مناسب است. شابانک دارای ویتامین ث زیاد و همچنین نیترات زیاد است و به این خاطر نباید روزانه مقادیر زیادی از آن را خورد زیرا ممکن است از میزان نیترات مجاز برای بدن بگذرد.
این گیاه در ایران در بلوچستان و نواحی اطراف دریای خزر یافت می‌شود و در برخی کشتزارهای کرمانشاه، آذربایجان، اهواز، بوشهر، تهران، یزد و جندق نیز می‌روید. در قدیم در فارسی، شابانک را کک کوج هم می‌نامیدند و بدن شترهای دچار شده به جرب را با آن چرب می‌کردند.

## ارزش تغذیه‌ای
آروگولا (یا شابانک) در حالت خام حاوی ۹۲٪ آب، ۴٪ کربوهیدرات، ۲.۵٪ پروتئین و مقدار ناچیزی چربی است. در هر ۱۰۰ گرم (معادل ۳ و نیم اونس) از آن، تنها ۱۰۵ کیلوژول (۲۵ کیلوکالری) انرژی غذایی وجود دارد. آروگولا منبعی غنی (۲۰٪ یا بیشتر از ارزش روزانه توصیه‌شده) از فولات و ویتامین کا است. همچنین منبع خوبی (بین ۱۰ تا ۱۹٪ از ارزش روزانه) از ویتامین A، ویتامین C و مواد معدنی مانند کلسیم، منیزیم و منگنز به شمار می‌رود. پتاسیم نیز در آن یافت می‌شود.
به طور کلی، آروگولا حساسیت‌زا نیست.

## نگارخانه

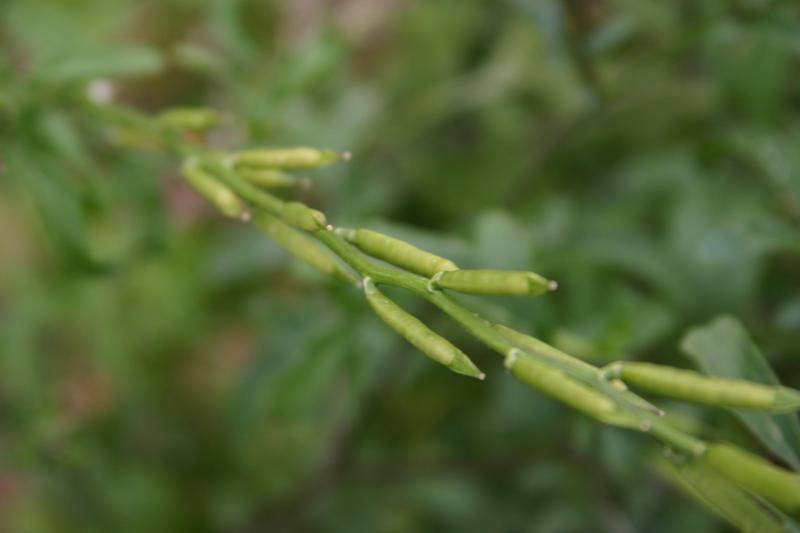
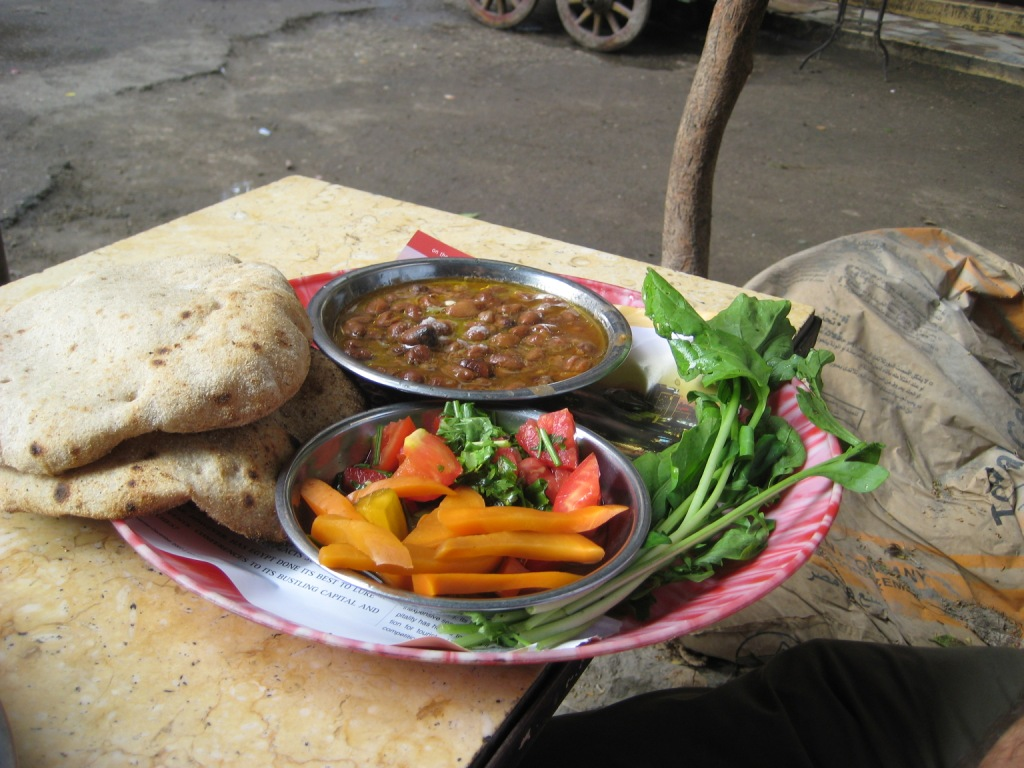
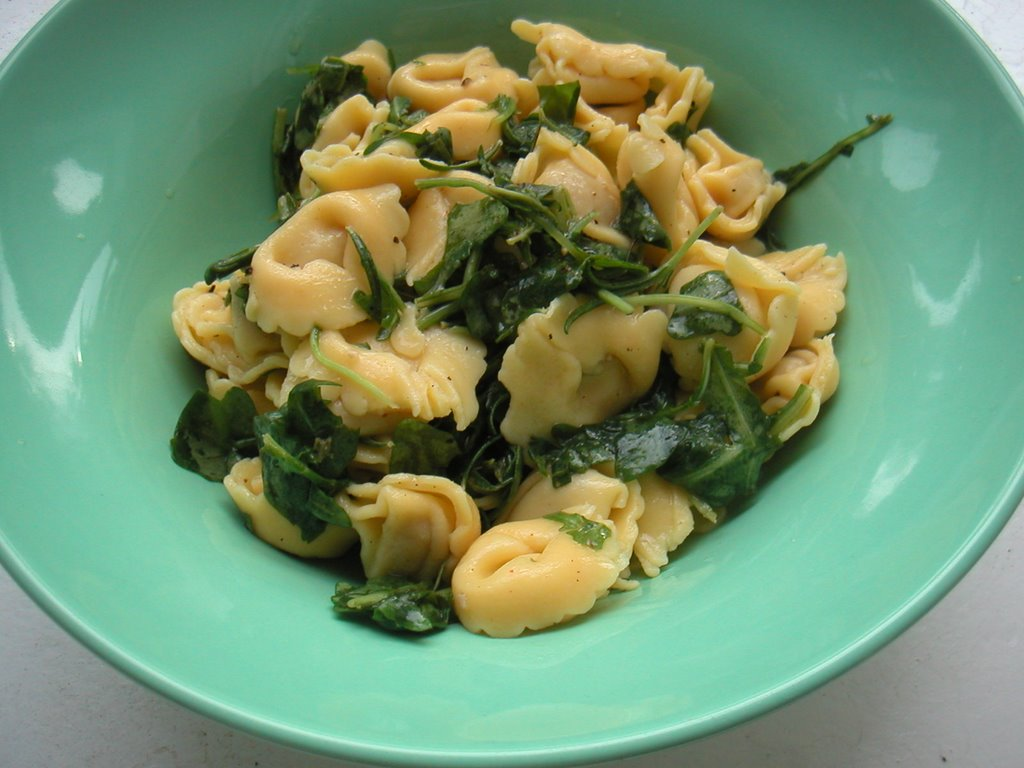